# Zuid-Aziatisch kampioenschap voetbal 2005
De Zuid-Aziatisch kampioenschap voetbal 2005 werd gehouden in Karachi, Pakistan tussen 7 december 2005 en 17 december 2005. India won het toernooi voor de vijfde keer, zij versloegen in de finale Bangladesh met 2–0.

## Geplaatste teams
| Groep A     | Groep A | Groep A             | Groep A      | Groep B    | Groep B | Groep B                    | Groep B      |
| Land        | Aantal  | Beste resultaat     | FIFA-ranking | Land       | Aantal  | Beste resultaat            | FIFA-ranking |
| ----------- | ------- | ------------------- | ------------ | ---------- | ------- | -------------------------- | ------------ |
| Pakistan    | 6e      | Derde plaats (1997) | 168          | Bangladesh | 5e      | Winnaar (2003)             | 170          |
| Afghanistan | 2e      | Groepsfase (2003)   | 198          | Bhutan     | 2e      | Groepsfase (2003)          | 189          |
| Malediven   | 4e      | Tweede (1997)       | 147          | India      | 6e      | Winnaar (1993, 1997, 1999) | 135          |
| Sri Lanka   | 6e      | Winnaar (1995)      | 144          | Nepal      | 6e      | Derde plaats (1993)        | 181          |

1. ↑  Fifa-ranking van FIFA-mannenranglijst november 2005

## Groepsfase
Teams die in het groen staan, gingen naar de halve finale.

#### Groep A
| Land        | Gsp | Win | Gel | Ver | DV | DT | +/- | Pnt |
| ----------- | --- | --- | --- | --- | -- | -- | --- | --- |
| Malediven   | 7   | 3   | 2   | 1   | 0  | 11 | 1   | +10 |
| Pakistan    | 7   | 3   | 2   | 1   | 0  | 2  | 0   | +2  |
| Afghanistan | 3   | 3   | 1   | 0   | 2  | 3  | 11  | –8  |
| Sri Lanka   | 0   | 3   | 0   | 0   | 3  | 1  | 5   | –4  |

|                                    |                   |       |           |                              |
| 7 december 2005 «onderlinge duels» | Pakistan          | 1 – 0 | Sri Lanka | Volksvoetbalstadion, Karachi |
| 7 december 2005 «onderlinge duels» | Imran Hussain 38' |       |           | Volksvoetbalstadion, Karachi |

|                                    |                                                                                             |       |                   |                              |
| 7 december 2005 «onderlinge duels» | Malediven                                                                                   | 9 – 1 | Afghanistan       | Volksvoetbalstadion, Karachi |
| 7 december 2005 «onderlinge duels» | Umar Ali 11' Ibrahim Fazeel 27' 45+2', 60' Ali Ashfaq 32', 88' Ahmed Thariq 45+3', 46', 86' |       | 38' Sayed Maqsood | Volksvoetbalstadion, Karachi |

|                                    |                             |       |           |                              |
| 9 december 2005 «onderlinge duels» | Malediven                   | 2 – 0 | Sri Lanka | Volksvoetbalstadion, Karachi |
| 9 december 2005 «onderlinge duels» | 15' Ali Ashfaq 83' Umar Ali |       |           | Volksvoetbalstadion, Karachi |

|                                    |                   |       |             |                              |
| 9 december 2005 «onderlinge duels» | Pakistan          | 1 – 0 | Afghanistan | Volksvoetbalstadion, Karachi |
| 9 december 2005 «onderlinge duels» | Muhammad Essa 55' |       |             | Volksvoetbalstadion, Karachi |

|                                     |                         |       |                                                   |                              |
| 11 december 2005 «onderlinge duels» | Sri Lanka               | 1 – 2 | Afghanistan                                       | Volksvoetbalstadion, Karachi |
| 11 december 2005 «onderlinge duels» | G.P.C. Karunarathne 85' |       | 35' Hafizullah Qadami 41' Abdul Maroof Gullistani | Volksvoetbalstadion, Karachi |

|                                     |          |       |           |                              |
| 11 december 2005 «onderlinge duels» | Pakistan | 0 – 0 | Malediven | Volksvoetbalstadion, Karachi |
| 11 december 2005 «onderlinge duels» |          |       |           | Volksvoetbalstadion, Karachi |

#### Groep B
| Land       | Gsp | Win | Gel | Ver | DV | DT | +/- | Pnt |
| ---------- | --- | --- | --- | --- | -- | -- | --- | --- |
| Bangladesh | 7   | 3   | 2   | 1   | 0  | 6  | 1   | +5  |
| India      | 7   | 3   | 2   | 1   | 0  | 6  | 2   | +4  |
| Nepal      | 3   | 3   | 1   | 0   | 2  | 4  | 5   | –1  |
| Bhutan     | 0   | 3   | 0   | 0   | 3  | 1  | 9   | –8  |

|                                    |                                                    |       |        |                              |
| 8 december 2005 «onderlinge duels» | Bangladesh                                         | 3 – 0 | Bhutan | Volksvoetbalstadion, Karachi |
| 8 december 2005 «onderlinge duels» | Ariful Kabir Farhad 42', 58' Zahid Hasan Ameli 85' |       |        | Volksvoetbalstadion, Karachi |

|                                    |                        |       |                   |                              |
| 8 december 2005 «onderlinge duels» | India                  | 2 – 1 | Nepal             | Volksvoetbalstadion, Karachi |
| 8 december 2005 «onderlinge duels» | Mehtab Hossain 6', 28' |       | 35' Basanta Thapa | Volksvoetbalstadion, Karachi |

|                                     |                               |       |       |                              |
| 10 december 2005 «onderlinge duels» | Bangladesh                    | 2 – 0 | Nepal | Volksvoetbalstadion, Karachi |
| 10 december 2005 «onderlinge duels» | Rokonuzzaman Kanchan 27', 87' |       |       | Volksvoetbalstadion, Karachi |

|                                     |                                                      |       |        |                              |
| 10 december 2005 «onderlinge duels» | India                                                | 3 – 0 | Bhutan | Volksvoetbalstadion, Karachi |
| 10 december 2005 «onderlinge duels» | Baichung Bhutia 45' Mahesh Gawli 51' Abdul Hakim 64' |       |        | Volksvoetbalstadion, Karachi |

|                                     |                                                        |       |                    |                              |
| 12 december 2005 «onderlinge duels» | Nepal                                                  | 3 – 1 | Bhutan             | Volksvoetbalstadion, Karachi |
| 12 december 2005 «onderlinge duels» | Surendra Tamang 10' Basanta Thapa 16' Bijay Gurung 29' |       | 46' Bikash Pradhan | Volksvoetbalstadion, Karachi |

|                                     |                       |       |                     |                              |
| 12 december 2005 «onderlinge duels» | Bangladesh            | 1 – 1 | India               | Volksvoetbalstadion, Karachi |
| 12 december 2005 «onderlinge duels» | Zahid Hasan Ameli 77' |       | 17' Climax Lawrence | Volksvoetbalstadion, Karachi |

## Knock-outfase
|  | halve finale            | halve finale            |  |       | finale                  | finale                  |
|  |                         |                         |  |       |                         |                         |
|  | 14 december – Islamabad |                         |  |       |                         |                         |
|  | Malediven               | 0                       |  |       |                         |                         |
|  | India                   | 1                       |  |       | 17 december – Islamabad | 17 december – Islamabad |
|  |                         |                         |  |       | Bangladesh              | 0                       |
|  | 14 december – Islamabad | 14 december – Islamabad |  | India | 2                       |                         |
|  | Bangladesh              | 1                       |  |       |                         |                         |
|  | Pakistan                | 0                       |  |       |                         |                         |

### Halve finale
|                                     |           |                                |       |                                |
| 14 december 2005 «onderlinge duels» | Malediven | 0 – 1                          | India | Jinnah Sportstadion, Islamabad |
| 14 december 2005 «onderlinge duels» |           | 38' Manju Nanjangud Shivananju |       | Jinnah Sportstadion, Islamabad |

|                                     |                    |       |          |                                |
| 14 december 2005 «onderlinge duels» | Bangladesh         | 1 – 0 | Pakistan | Jinnah Sportstadion, Islamabad |
| 14 december 2005 «onderlinge duels» | Mohammad Sujan 44' |       |          | Jinnah Sportstadion, Islamabad |

### Finale
|                                     |            |                                           |       |                                |
| 17 december 2005 «onderlinge duels» | Bangladesh | 0 – 2                                     | India | Jinnah Sportstadion, Islamabad |
| 17 december 2005 «onderlinge duels» |            | 33' Mehrajuddin Wadoo 81' Baichung Bhutia |       | Jinnah Sportstadion, Islamabad |

| Winnaar Zuid-Aziatisch kampioenschap voetbal 2005 |
| ------------------------------------------------- |
|                                                   |
| India Vierde titel                                |

1993 · 1995 · 1997 · 1999 · 2003 · 2005 · 2008 · 2009 · 2011 · 2013 · 2015 · 2018 · 2021 · 2023